# Ga cầu Phra Nang Klao MRT
Ga cầu Phra Nang Klao (tiếng Thái: สถานีสะพานพระนั่งเกล้า, RTGS: Sathani Saphan Phra Nang Klao) là một ga Bangkok MRT trên Tuyến Tím. Nhà ga mở cửa ngày 6 tháng 8 năm 2016 và nằm trên đường Rattanathibet phía Đông đoạn cuối Cầu Phra Nang Klao bắc qua sông Chao Phraya ở Nonthaburi. Nhà ga có bốn lối vào.